# Quattrocento

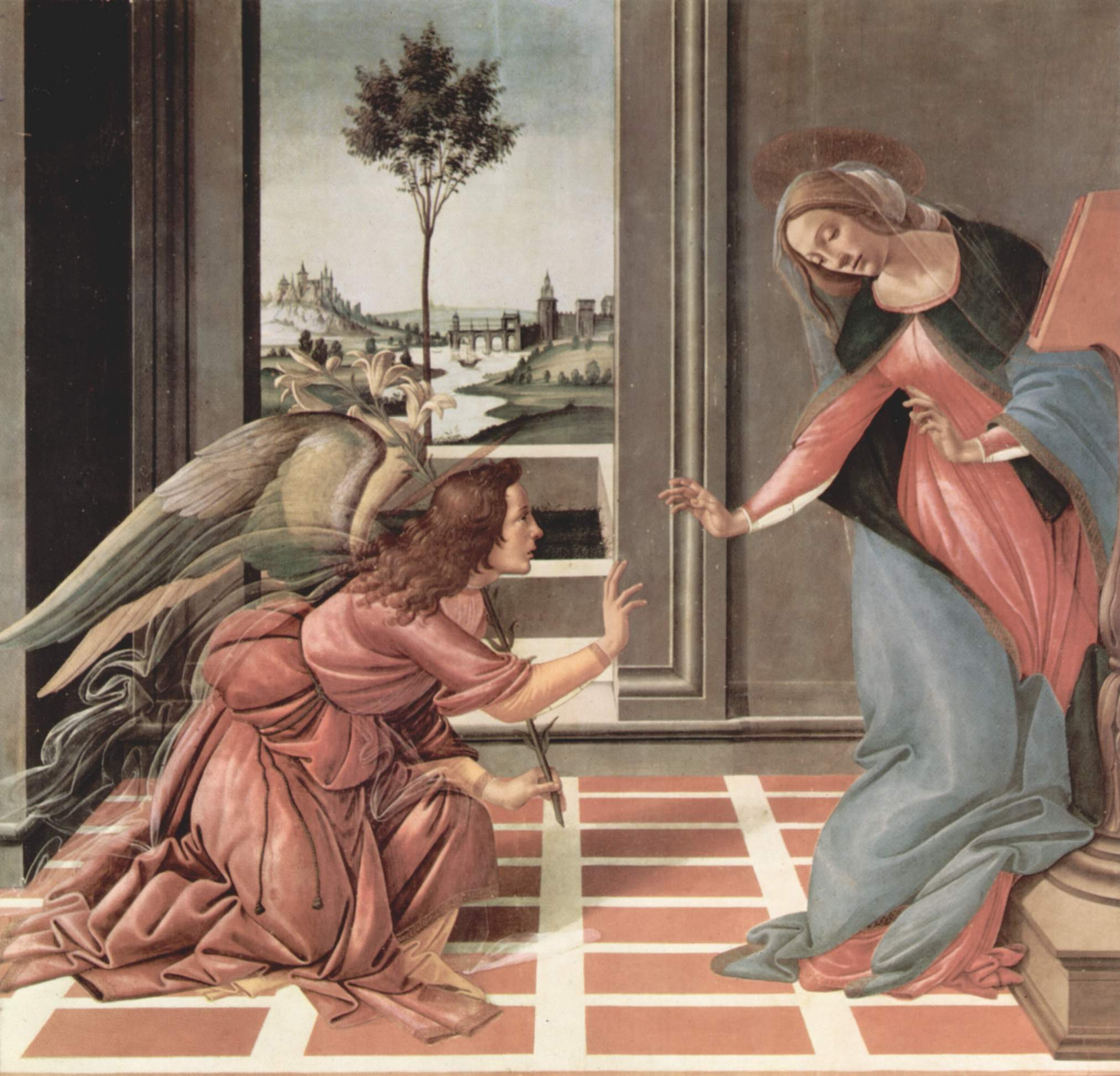
Sandro Botticellis Bebådelsen, målad 1489-1490, är ett exempel på quattrocentomåleri.

Quattrocento (efter italienska il quattrocento, kortform för mille quattrocento, 1400) är en samlingsbeteckning för 1400-talets kultur och konst i Italien.

## Konstnärer under Quattrocento (urval)
- Leon Battista Alberti
- Sandro Botticelli
- Filippo Brunelleschi
- Donatello
- Lorenzo Ghiberti
- Masaccio